# Friedrich Kreß von Kressenstein

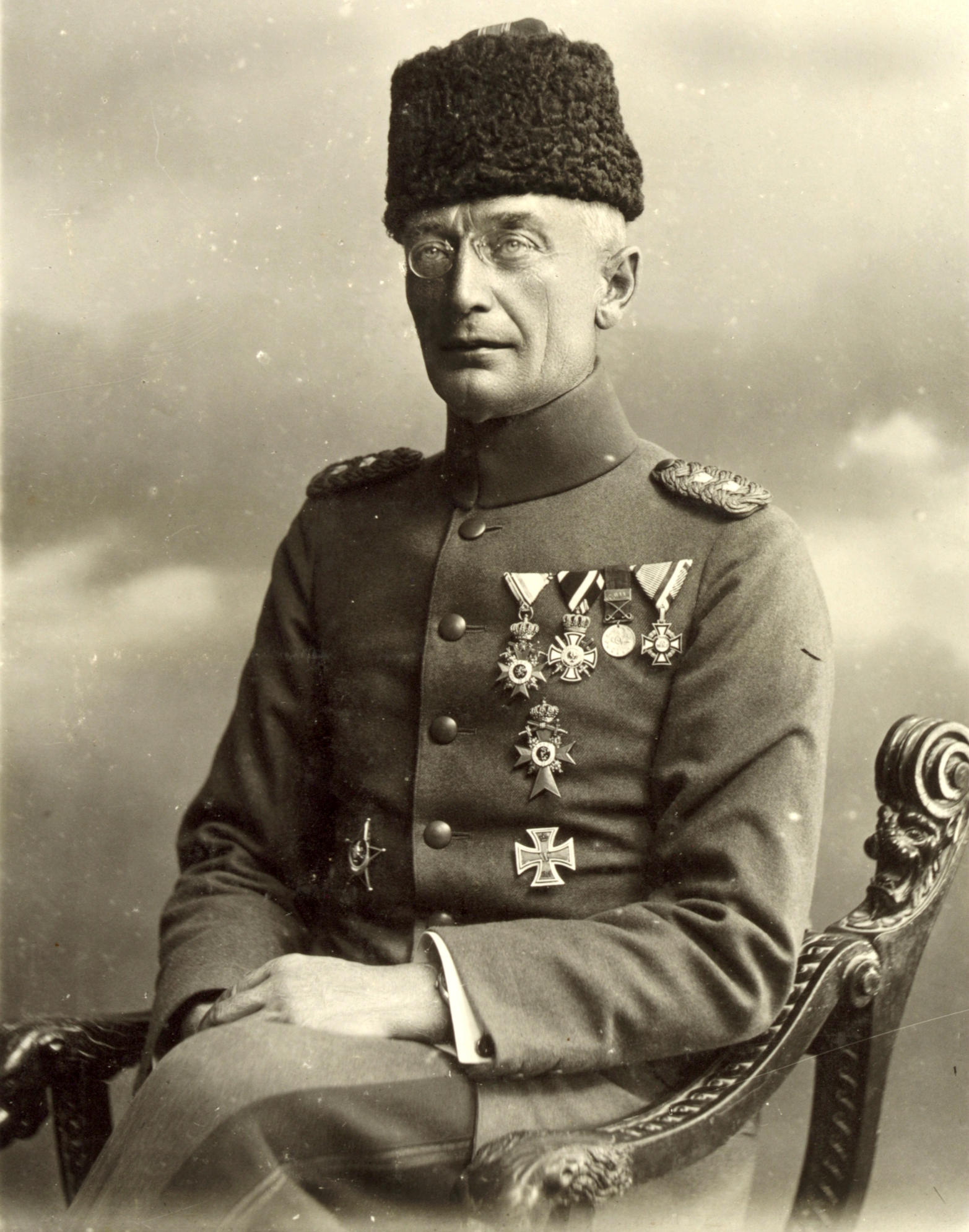
Friedrich Freiherr Kreß von Kressenstein

Friedrich Freiherr Kreß von Kressenstein (Nuremberg, 24 de abril de 1870 — Munique, 16 de outubro de 1948) foi um general alemão. Ele era membro do grupo de oficiais alemães que ajudaram na direção do Exército Otomano durante a Primeira Guerra Mundial. Kress von Kressenstein fazia parte da missão militar de Otto Liman von Sanders ao Império Otomano, que chegou pouco antes do início da Primeira Guerra Mundial. Ele também foi o principal líder da Força de Comando do Deserto Otomano.
Kress veio de uma família patrícia em Nuremberg. Seu pai, Georg Kress von Kressenstein (1840-1911), foi um juiz do tribunal superior. Kress von Kressenstein juntou-se ao exército da Baviera como alferes na artilharia em 1888.

## Primeira Guerra Mundial

### Palestina
Kress se juntou ao exército de Djemal Pasha na Palestina como engenheiro militar e mais tarde foi chefe do Estado-Maior. Djemal Pasha foi encarregado pelo líder turco Enver Pasha de capturar ou desativar o Canal de Suez. Este esforço é denominado Primeira Ofensiva de Suez e ocorreu em janeiro de 1915. Kress von Kressenstein foi responsável pela criação de barcos especiais para a travessia do canal e também pela organização da travessia do deserto do Sinai. Enquanto o deserto foi cruzado com poucas perdas de vidas, os britânicos estavam cientes de sua aproximação e seu ataque ao Suez não foi uma surpresa para os defensores. As forças otomanas foram repelidas facilmente e, após dois dias de combate, recuaram. Os barcos especiais especiais de Kress von Kressenstein nunca foram usados.
Mais de um ano se passou quando os otomanos tentaram um segundo ataque ao Suez. Com Djemal Pasha dirigindo os negócios de sua base em Damasco, Kress von Kressenstein liderou um exército otomano maior através do deserto do Sinai, novamente. Este ataque atingiu uma forte fortificação defensiva britânica em Romani, 40 quilômetros a leste do canal. O exército otomano preparou um grande ataque armado contra Romani, programado para 3 de agosto de 1916 (veja a Batalha de Romani para uma descrição detalhada). O ataque foi rechaçado e novamente os otomanos voltaram para suas bases na Palestina.
Os britânicos responderam com um ataque próprio. Eles capturaram alguns pequenos fortes otomanos no Sinai, construíram uma ferrovia e um duto de água no deserto e então lançaram um ataque ao forte otomano em Gaza. Kress von Kressenstein estava encarregado das defesas otomanas junto com o general Tala Bey. Na Primeira Batalha de Gaza (março de 1917), os britânicos foram derrotados, em grande parte devido aos seus próprios erros. Na Segunda Batalha de Gaza em abril de 1917, os britânicos foram derrotados novamente, e o crédito por essa vitória foi em grande parte para Kress von Kressenstein.
Os britânicos removeram seus generais malsucedidos e os substituíram pelo general Allenby. Os otomanos também substituíram sua liderança superior, trazendo o ex-Chefe do Estado-Maior Alemão, General von Falkenhayn. Kress von Kressenstein foi mantido como comandante do 8º Exército Otomano na defesa de Gaza e também foi premiado com a ordem mais alta da Prússia, o Pour le Mérite.
Em novembro de 1917, os britânicos sob o comando do General Allenby atacaram as posições defensivas otomanas na Batalha de Beersheba e na Terceira Batalha de Gaza. Kress von Kressenstein foi capaz de retirar suas tropas derrotadas em boas condições para novas posições defensivas no norte.

### Cáucaso
Em meados de 1918, com o rompimento da aliança otomano-alemã, Kress von Kressenstein foi enviado com uma pequena força alemã para a Geórgia, que foi protegida pela Alemanha após sua independência. Ele ajudou a frustrar a invasão do Exército Vermelho na região da Abcásia, da Geórgia.

## Vida posterior
Kress von Kressenstein aposentou-se do exército alemão em 1929 e morreu em Munique em 1948.
Ele escreveu em vários artigos sobre suas experiências na Palestina e no Cáucaso, e publicou em 1938 um livro completo sobre a guerra no Sinai e na Palestina.

## Decorações e prêmios
- Pour le Mérite (Prússia)
- Cavaleiro da Ordem Militar de Max Joseph (Baviera)
- Oficial da Ordem do Mérito Militar (Baviera)
- Cavaleiro da Ordem da Casa de Hohenzollern
- Cruz de Ferro de 1914, 1ª classe (Prússia)
- Ordem da Medjidie, 4ª classe (Império Otomano)
- Estrela de Gallipoli, (Império Otomano)